# Akwa Boni
Akwa Boni  (ou Akoua Boni) était la nièce de Abla Pokou, reine africaine qui fonda le peuple Baoulé en Côte d'Ivoire, en provenance du Ghana. Elle régna de 1730 à 1750.

## Vie
Ayant regné de 1730 à 1750, Akwa Boni a fondé le pouvoir central de Walebo au sépulcre Sakassou. Nièce de la reine Abla Pokou, elle devient reine à la mort de cette dernière, en 1730 et prend la direction du royaume Baoulé. À la dispersion du Ndranouan, Akwa Boni, accompagnée d’une partie du clan royal, va créer l'État de Walèbo. Elle décide de s’installer dans l’Etat de Walebo au lieu de revenir dans le Ndranouan et de s’installer à Niamounou.
La dispersion à partir du Ndranouan a donc été voulue et encouragée par la reine Akwa Boni. Cette politique de colonisation des terres a permis une colonisation rapide de ce qui deviendra l’espace des Baoulé. La reine Akwa Boni créera, conformément au bouclier sécuritaire, des villages de défense autour de Walèbo. Les Alanguira-Assabou de Tometi-Sakassou rapportent à travers leurs traditions orales que leurs ancêtres ont contribué à la mise en œuvre de cette politique. Aussi le nom du village vient de l’expression « défendre ma tête » Tometi autrement dit protéger et défendre de l’autorité de la reine Akwa Boni.
Akwa Boni a ordonné l’expulsion des Ayahou des rives de la rivière Blelè au profit des Asandrè. La reine fera mâtmater rébellion des Sa de Salegele par les Kodè. Elle punira sévèrement un crime de lèse majesté des Goli de Goliblénou. Pour renforcer les capacités démographiques du royaume, elle accueille les Asandrè, des messagers du roi Opoku Ware arrivés dans le Wawolé autour de 1732. Elle fait de même avec les Ngban originaires du Ngbanya (Gonja) victimes de la guerre de Botesa qui oppose l’Asante au Gonja en 1732-1733. Quand les Ngban entrent dans le pays baoulé à partir de l’Ano sans doute autour de 1735, la reine Akwa Boni les reçoit solennellement à Walèbo et insère leurs chefs dans le dispositif sécuritaire du royaume. A cette occasion, elle leur offre un grand tambour dénommé Hausserai Kôkô (on a peur de toi) qui symbolise leur rôle.
C’est avec l’autorisation de la reine Akwa Boni que la dispersion des populations se fait. Elle envoie parfois des unités militaires appuyer les groupes qui expulsent les Gouro des rives ouest du Bandama pour en occuper les terres.
Elle ordonne à Kouao Gnanguè et Bouassi Pri deux chefs guerriers, de mettre fin aux troubles que semaient les Anafofoè dans la région de Toumodi. Quand le chef d’Akawa, Akpedrin Malan fera des difficultés pour lui remettre une partie des regalia du royaume dont la défunte reine Abla Pokou l’en avait fait gardien, elle envoie une expédition conduite par Asoa Kouahin le décapiter.
La reine Akwa Boni dont nous situons la fin du règne vers 1750 a été inhumée à Sakassou par son fils et successeur Kouakou Djè. Il fera bâtir la nouvelle capitale autour de la sépulture de sa mère. Ainsi, Sakassou (lieu de la sépulture) deviendra la capitale de l’Etat de Walèbo.

## Confusion entre les deux reines
Une question importante dans l’histoire du royaume baoulé est la confusion qui existe entre les rôles respectifs de Abraha Pokou et Akoua Boni.
En effet, de nombreux événements et réalisations attribués à Abraha Pokou dans les récits traditionnels sont en réalité l'œuvre d’Akoua Boni .Par exemple, la fondation de Walèbo , souvent attribuée à Abraha Pokou, a en réalité été fondée par Akoua Boni, qui a transformé ce site en un centre politique et administratif majeur.
Cette confusion résulte en partie des traditions orales, qui mélangent souvent les événements et les personnalités historiques, et qui sont parfois difficiles à confronter aux faits historiques. Les historiens soulignent la nécessité de clarifier ces ambiguïtés pour reconstruire une histoire plus précise et éviter les erreurs d'interprétation qui peuvent altérer la compréhension du passé baoulé.
Les traditions orales jouent un rôle important dans la mémoire collective des Baoulé. Toutefois, la combinaison de mythes et d’événements historiques réels représente un défi pour les historiens. Ces traditions, bien que fondamentales pour préserver l’histoire et la culture baoulé, demandent une analyse attentive pour distinguer les faits des légendes. L’histoire du règne d’Akoua Boni en est un bon exemple, où les récits populaires, transmis de génération en génération, peuvent parfois ne pas correspondre aux faits historiques prouvés.
Ainsi, bien que l’héritage d’Akoua Boni soit incontestable dans l’histoire du royaume baoulé, il est crucial de situer ses accomplissements dans leur contexte historique afin de mieux saisir les dynamiques de pouvoir et les processus d’intégration qui ont modelé la société baoulé au XVIIIe siècle.